# Trachylepis pulcherrima
Espèce
Synonymes
- Mabuya quinquetaeniata pulcherrima De Witte, 1953
- Mabuya pulcherrima De Witte, 1953

Trachylepis pulcherrima est une espèce de sauriens de la famille des Scincidae.

## Répartition
Cette espèce est endémique du parc national de l'Upemba en République démocratique du Congo.

## Publication originale
- De Witte, 1953 : Reptiles. Exploration du Parc National de l'Upemba. Mission G. F. de Witte en collaboration avec W. Adam, A. Janssens, L. Van Meel et R. Verheyen (1946–1949). Institut des Parcs Nationaux du Congo Belge. Brussels, vol. 6, p. 1-322.